# Висс, Данило
Данило Висс (нем. Danilo Wyss, род. 26 августа 1985 в Орбе, Швейцария) — швейцарский профессиональный шоссейный велогонщик, выступающий с 2019 года за команду «Dimension Data». Чемпион Швейцарии в групповой гонке 2015 года.

## Достижения

### Чемпионаты мира
| Соревнование    | 2008 | 2009 | 2010 | 2011 | 2012 | 2013 | 2014 | 2015 | 2016 |
| --------------- | ---- | ---- | ---- | ---- | ---- | ---- | ---- | ---- | ---- |
| Групповая гонка | DNF  | —    | DNF  | —    | —    | 53   | 69   | —    | —    |

### Выступления
2007
1-й на этапе 3 — 3 Jours de Vaucluse
2009
1-й на этапе 1 — Tour de Beauce
2010
9-й — Нокере Курсе
2012
1-й на этапе 1(ТТТ) — Джиро дель Трентино
2013
7-й — GP Impanis-Van Petegem
10-й — Стер ЗЛМ Тур
10-й — Trofeo Laigueglia
2015
1-й  Чемпионат Швейцарии в групповой гонке
1-й на этапе 9(ТТТ) — Тур де Франс
8-й — Кэдел Эванс Грейт Оушен Роуд
10-й — Гран-при кантона Аргау

## Статистика выступлений наГранд Турах
- Тур де Франс
  - Участие:2
    - 2015: 63; Победа на этапе 9
    - 2017: 81

- Джиро д'Италия
  - Участие:5
    - 2010: 97
    - 2011: 126
    - 2012: 82
    - 2013: 84
    - 2014: 84

- Вуэльта Испании
  - Участие:3
    - 2013: 72
    - 2014: 36
    - 2016: 44